# Карты судьбы
«Карты судьбы» (англ. Trumps of Doom) — шестая книга цикла «Хроники Амбера» известного американского фантаста Роджера Желязны. Начинает повествование от лица Мерлина — сына главного героя предыдущих пяти книг.

## Сюжет
Завершилась война между Амбером и Владениями Хаоса, ранее повреждённый изначальный Путь восстановлен ценой жизни короля Оберона. Настали мирные дни, на трон коронован Рэндом, остальные родственники присягнули ему в верности.
Мерлин, сын Корвина, заканчивает обучение в университете Беркли и увольняется с работы по информационным технологиям. В его целях — испытание своего нового изобретения и поиск пропавшего без вести отца. В эти планы вмешивается загадочное убийство его бывшей девушки, Джулии, и последовавшее покушение неизвестного мага.
В это же время его давнишний друг, Люк Рейнард, оказывается вовлечённым в интриги вокруг Амбера и кровную месть участвовавшим в убийстве его отца.

### Ключевые персонажи
- Мерлин (Мерль Кори) — герцог Западного Края и граф Колвира.
- Ринальдо (Люк Рейнард) — друг/враг Мерлина.
- Джасра — волшебница Кашфы и Стража Четырёх Миров.
- Виктор Мелман — начинающий волшебник.

## Название
Название книги обусловлено найденными в квартире Джулии картами, ведущими в опасные места-ловушки. В частности, одна из них вела к магическому сфинксу, убивающему всякого, кто не отгадает загадку.

## «Кузинатра»
В результате ошибки переводчиков при переводе книги в русскоязычной среде стал популярным мем «Кузинатра», обозначающий нечто непонятное и недостижимое:

 — Твоя загадка, — требовательно спросил он. — Я сказал тебе ответ на мою. Теперь ты должен объяснить мне, что такое — зелёное и красное, и кружит?
Я посмотрел под ноги, пошарил взглядом и увидел подходящий камень, похожий на пятифунтовую гантель. Я сделал несколько шагов и остановился рядом с ним.

— Лягушка в Кузинатре, — сказал я.— «Карты судьбы», глава 4; перевод В. Гольдич, И. Оганесова
В оригинале книги был упомянут кухонный комбайн известной фирмы «Cuisinart», название которой в англоязычной среде является именем нарицательным.В буквальном переводе название фирмы означает  нечто вроде "Искусная кухарка" .Казус случился по причине того,что название фирмы французское,а Желязны написал книгу на английском,оба языка пользуются латиницей,но в английском  словосочетания  "сuisine(кухня) art (искусство)", то есть  " искусная кухарка" нет, и переводчики  восприняли  это как нечто непонятное, некую абракадабру.

## Премии
Произведение получило премию Локус 1986 года как лучший роман жанра фэнтези.